# 브라운덤불왈라비
브라운덤불왈라비(Thylogale browni)는 캥거루과에 속하는 유대류의 일종이다. 인도네시아 서파푸아와 파푸아뉴기니에서 발견된다. 자연 서식지는 아열대 또는 열대 기후 지역의 건조림과 건조 사바나 지역, 건조 관목 지대 및 건조한 저지대 초원 등이다. 서식지 감소로 멸종 위협에 노출되어 있다.